# مونتا (کارولینای جنوبی)
مونتا(به انگلیسی: Monetta) شهری در ایالت کارولینای جنوبی کشور ایالات متحده آمریکا است که جمعیت آن در سرشماری سال ۲۰۱۰ میلادی، ۲۳۶ نفر بوده‌است.